# Скуратова-Бельська Марія Григоріївна

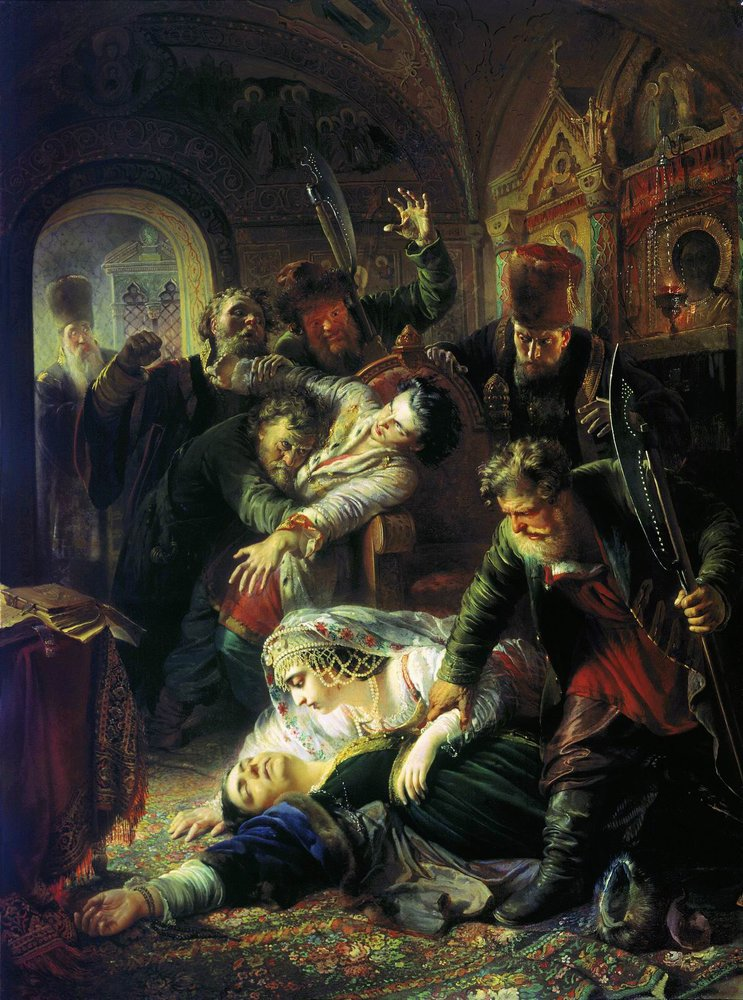
Агенти Лжедмитрія убивають Федора Годунова і його матір. Костянтин Маковський, 1862

Марія Григоріївна Скуратова-Бельська (рос. Мария Григорьевна Скуратова-Бельская; 10 червня 1605) — російська цариця 1598—1605, дружина Бориса Годунова, дочка Малюти Скуратова. Близько двох місяців була регенткою при малолітньому синові Федорі Годунову. Відома своєю благодійністю.
Завдяки шлюбу з дочкою наближеної до Івана Грозного людини, що був укладений 1570 року, Годунов зміг укріпити своє становище при дворі. Сама Марія вперше згадується 1571 року. 10 червня 1605 року Марія Григоріївна разом з малолітнім царем була задушена в своїх покоях агентами Лжедмитрія I Василем Голіциним, Василем Мосальським-Рубцем